# Nightline
Nightline (o ABC News Nightline) és el programa de notícies televisives de mitjanit a ABC News emès per la cadena ABC als Estats Units amb una fórmula franquiciada a altres xarxes i cadenes d'altres llocs del món. Creat per Roone Arledge, el programa incloïa Ted Koppel com a principal presentador des de març de 1980 fins que es va retirar el novembre de 2005. Els actuals comentaristes rotatoris són Byron Pitts i Juju Chang. Nightline és emès a la mitjanit de 12:37 a 1:07 a.m., EDT, després de Jimmy Kimmel Live!, que havia servit com a programa de sortida des del 2003 fins al 2012.
En 2002, Nightline va quedar en el lloc 23è al 50 millors programes de tots els temps de TV Guide. Ha guanyat tres Premis Peabody, un en 2001, i dos en 2002 pels informes "Heart of Darkness" i "The Survivors". També va rebre un dels Premis Ondas 1985.
Mitjançant un acord de compartició de vídeos amb la BBC, Nightline reempaqueta alguns dels resultats de la BBC per a una audiència nord-americana. Els segments de Nightline es mostren en una forma condensada al programa de notícies nocturn d'ABC World News Now. També hi ha una versió de Nightline per al canal germà de cable Fusion.

## Presentadors
- Byron Pitts (2014–present)
- Juju Chang (2014–present)
- Ted Koppel (1980–2005)
- Martin Bashir (2005–2010)
- Terry Moran (2005–2013)
- Cynthia McFadden (2005–2014)
- Bill Weir (2010–2013)
- Dan Abrams (2013–2014)
- Dan Harris (2013–2019)

## Emissió Internacional
| Country                             | Network(s)         | Weekly schedule (local time)                                  |
| ----------------------------------- | ------------------ | ------------------------------------------------------------- |
| Austràlia                           | Sky News Australia | Emet a les 1:30 a.m. (AET)                                    |
| Japó                                | NHK-BS1            | 4:30& ;p.m. (JST)                                             |
| Canadà                              | ABC CHCH           | Visibles des de les cadenes ABC; emet a les 12:00 a.m. a CHCH |
| Orient Mitjà i Àfrica Septentrional | OSN News           | 7:39 p.m. (KSA)                                               |

## Nightline a Fusion
El 12 de febrer de 2015, es va anunciar que ABC i Univision llançarien una nova versió de Nightline a Fusion anomenat Nightline on Fusion. Seria presentat per Gio Benitez i Kimberly Brooks i emès els dimarts a les 21:00 a l'est amb repeticions a altres hores. L'espectacle és similar a la versió ABC i comparteix recursos i corresponsals. No obstant això, la versió Fusion posa més èmfasi en les històries del programa insígnia que ressonen amb el públic més jove i culturalment més diversificat de Fusion. També inclou contingut original produït per Fusion.